# Gerres setifer
Gerres setifer är en fiskart som först beskrevs av Hamilton 1822.  Gerres setifer ingår i släktet Gerres och familjen Gerreidae. Inga underarter finns listade i Catalogue of Life.